# Meunet-sur-Vatan
Meunet-sur-Vatan is een gemeente in het Franse departement Indre (regio Centre-Val de Loire) en telt 176 inwoners (1999). De plaats maakt deel uit van het arrondissement Issoudun.

## Geografie
De oppervlakte van Meunet-sur-Vatan bedraagt 12,5 km², de bevolkingsdichtheid is 14,1 inwoners per km².
De onderstaande kaart toont de ligging van Meunet-sur-Vatan met de belangrijkste infrastructuur en aangrenzende gemeenten.

## Demografie
Onderstaande figuur toont het verloop van het inwonertal (bron: INSEE-tellingen).